# Andžó
Andžó (japonsky 安城市 [Andžó-ši]) je město v prefektuře Aiči v Japonsku. K roku 2017 mělo přibližně 186 tisíc obyvatel.

## Poloha
Andžó leží v prefektuře Aiči v oblasti Čúbu nedaleko jižního pobřeží ostrova Honšú. Od Nagoji, největšího města oblasti, leží směrem na jihovýchod. Andžó přímo hraničí na východě s Okazaki, na severu s Tojotou, na severozápadě s Čirjú, na východě s Karijou a Takahamou, na jihozápadě s Hekinanem a na jihu s Nišiem.

## Osobnosti
- Cuneko Gauntlett (1873–1953), mírová aktivistka a sufražetka